# Funk
|  | Per a altres significats, vegeu «Funk (desambiguació)». |

El funk és un estil musical que sorgí als Estats Units durant els anys 70 com a resultat de l'evolució d'alguns elements del soul i del jazz. La seva popularitat s'estengué tan ràpidament que no tardà a consolidar-se com un estil propi, i des d'aquell primer moment marcà la història de la música de ball. El funk es pot reconèixer amb facilitat pel seu ritme sincopat, les línies del baix molt marcades, una percussió molt destacada i un èmfasi quasi sexual en la interpretació vocal. Alguns dels seus principals exponents són Jamiroquai, James Brown, Prince, Sly & The Family Stone, Maceo Parker i Stevie Wonder.

## Història
El funk és un tipus de música que va sorgir a mitjans de la dècada de 1960, amb el desenvolupament per part de James Brown d'un groove característic que emfatitzava el downbeat. La música es caracteritza per la riquesa de l'ús de baixos i percussions i els conceptes bàsics de moviments al ritme dels peus, els canells i els dits. Altres grups musicals, incloent-hi Sly & The Family Stone i Parliament-Funkadelic, aviat van començar a adoptar i desenvolupar les innovacions de Brown. Encara que gran part de la història escrita del funk se centra en els homes, hi ha hagut notables dones en el món del funk, com Chaka Khan, Labelle, Lyn Collins, Brides of Funkenstein, Klymaxx, i Mother's Finest.
Els derivats del funk inclouen el funk psicodèlic de Sly Stone i Parliament-Funkadelic; l'avantguarda de grups com Talking Heads i The Pop Group; el bugui-bugui (o electro-funk), una forma de música electrònica; l'electro-música, un híbrid de música electrònica i funk; el funk metal (per exemple, Living Colour, Faith No More); i el G-funk, una mescla de rap gangsta i diversió. Les mostres de funk i els breakbeats s'han utilitzat extensament en gèneres que inclouen el hip-hop i diverses formes de música electrònica de ball, com la música house, la rave de la vella escola, el breakbeat i el drum and bass. És també la principal influència del go-go, un subgènere associat al funk.

## Etimologia
La paraula funk es referia inicialment (i encara es refereix) a una olor forta. Es deriva originalment del llatí 'fumigare' (que significa fumar) a través de l'antic 'fungiere' francès, en aquest sentit, es va documentar per primera vegada en anglès en el 1620. En el 1784 es va documentar per primera vegada el significat funky que significa florit, la qual cosa, al seu torn, va conduir a un sentit de terrenal que es va reprendre al voltant de 1900 en l'argot del jazz primerenc per alguna cosa profundament o fortament sentida. En les primeres sessions d'improvisació, els músics s'animaven els uns als altres a ajupir-se dient-se: «Now, put some stank on it!» ('Ara, posa-li una mica de apestós!'). Ja en el 1907, les cançons de jazz portaven títols com Funky. El primer exemple és un número no gravat per Buddy Bolden, recordat com 'Funky Butt' o 'Buddy Bolden's Blues' amb lletres improvisades que, segons Donald M. Marquis, eren còmiques i lleugeres o crues i francament obscenes però, d'una manera o un altre, es referien a l'atmosfera suosa dels balls en els quals tocava la banda de Bolden.
Ja en els anys cinquanta i principis dels seixanta, quan el funk i el funky s'usaven cada vegada més en el context del jazz, els termes es consideraven poc delicats i inadequats per al seu ús educat. Segons una font, el bateria nascut a Nova Orleans Earl Palmer «va ser el primer a usar la paraula' funky' per explicar a altres músics que la seva música hauria de ser més sincopada i ballable». L'estil va evolucionar més tard cap a un ritme més aviat dur i insistent, que implicava una qualitat més carnal. Aquesta forma primerenca de la música va fixar el patró per als músics posteriors i la música va ser identificada com a lenta, sexy, solta i ballable.

## Característiques

### Ritme
La secció rítmica d'una banda de funk es compon de baix elèctric, bateria, guitarra elèctrica i teclats.
Una gran part del funk es basa rítmicament en una estructura de dues cel·les onbeat/offbeat, originada en les tradicions musicals de l'Àfrica subsahariana. Nova Orleans es va apropiar de l'estructura bifurcada del mambo i la conga afrocubans a la fi dels anys 40. El funk de Nova Orleans, va obtenir fama internacional gràcies al fet que la secció rítmica de James Brown el va utilitzar amb gran efecte.
El funk crea un groove intens usant forts riffs de guitarra i línies de baix. En els enregistraments de Motown, les cançons funk usaven línies de baix com a peça central de les cançons. La mescla de forts greus amb notes baixes i notes altes fetes amb el dit polze, va permetre que el baix tingués un paper rítmic similar al d'un tambor, i aquest fet es va convertir en un element distintiu del funk.
En les bandes de funk, els guitarristes toquen típicament en un estil percussiu, sovint usant l'efecte de só wah-wah i silenciant les notes en els seus riffs per crear un so percussiu. El guitarrista Ernie Isley dels The Isley Brothers i Eddie Hazel de Funkadelic van ser influenciats notablement pels solos improvisats de Jimi Hendrix. Eddie Hazel, que va treballar amb George Clinton, és un dels solistes de guitarra més notables del funk. Ernie Isley va ser tutelat a primerenca edat pel mateix Jimi Hendrix, quan era part de la banda de suport dels The Isley Brothers i vivia temporalment en l'àtic de la casa d'Isley. Jimmy Nolen i Phelps Collins són guitarristes de ritme funk famosos que van treballar amb James Brown.

### Harmonia
El funk utilitza els mateixos acords que es troben en el bebop jazz, com els acords menors amb el setè i l'onzè afegit, o els acords dominants amb el setè i el novè alterat. No obstant això, a diferència del bebop jazz, amb els seus complexos i ràpids canvis d'acords, el funk va abandonar els canvis d'acords, creant estàtics d'un sol d'acord amb moviments melòdics-harmònics i una sensació rítmica complexa i de conducció. Alguns dels solistes més coneguts i hàbils del funk tenen rerefons de jazz. El trombonista Fred Wesley i els saxofonistes Pee Wee Ellis i Maceo Parker es troben entre els músics més notables en el gènere de la música funk, tots dos treballant amb James Brown, George Clinton i Prince.
Els acords utilitzats en les cançons funk solen implicar una manera dòrica, a diferència de les tonalitats majors o menors naturals de la música més popular. El contingut melòdic es va derivar barrejant aquestes formes amb l'escala de blues. En la dècada de 1970, la música jazz va recórrer al funk per crear un nou subgènere de jazz-funk, que pot ser escoltat en els enregistraments de Miles Davis (Live-Evil, On the Corner) i Herbie Hancock (Head Hunters).

### Els moviments bàsics
Els moviments bàsics són esquemes de motricitat senzills a partir dels quals s'aconsegueix desenvolupar la resta de passos. El criteri de classificació per a aquests serà la presència o no d'impacte, entès com el grau d'estrès que poden registrar les estructures del cos implicades en el moviment. Es pot distingir entre:
- Moviments sense impacte: entre el començament i el final del moviment no es dona cap variació de la posició dels peus, o la variació es dona mantenint sempre els dos peus en contacte amb el terra. Les posicions de base des d'on comencen els moviments bàsics sense impacte són: peus junts i cames separades.
- Moviments de baix impacte: durant el moviment un dels peus manté sempre el contacte amb el terra. Els moviments bàsics de baix impacte són la marxa, l'step touch i el touch step.
- Moviments d'alt impacte: Durant l'execució del moviment els dos peus no es troben en contacte amb el terra; la qual cosa implica una fase aèria o salt. Els moviments bàsics d'alt impacte són: salts sobre una cama (hops) i salts sobre les dues cames (jumps).[11]

### Elements estructurals
- Beat: És sinònim de cop, pols o temps. Viciana i Arteaga (1997) ho defineixen com «els temps o pulsacions regulars sobre els quals es desembolica i cobra vida el ritme».[12] Equival a un temps musical.
- Frase: Conjunt de 8 beats. La frase musical, com una frase pronunciada amb paraules, guarda un significat o pensament concret.
- Seqüència: És la suma de dues frases, és a dir, setze temps musicals.
- Bloc o sèrie: Agrupa 4 frases, equivalent a trenta-dos temps. El primer beat o cop del bloc es denomina masterbeat.
- Segment: És la suma de dos blocs, un total de seixanta-quatre temps musicals.

### Artistes més destacats

#### James Brown
James Brown va néixer el 3 de maig de 1933 a Barnwell, petita ciutat de Carolina del Sud a la frontera amb Augusta, a Geòrgia. James Brown va començar a donar els seus primers passos, ja des de petit, a Nova Orleans i entre les barraques del Gwinnet, un barri desolat d'Augusta poblat exclusivament per gent de color.

#### Quincy Jones
Quincy Delight Jones, Jr (Chicago, 14 de març de 1933), més conegut com a Quincy Jones, és un dels productors més fructífers de la història de la música moderna i el creador de hits tan llorejats com Billie Jean o We Are the World (USA for Africa), a més de diverses bandes sonores. També va publicar diversos discs i va treballar amb alguns dels millors músics afroamericans de tots els temps com Marvin Gaye, Stevie Wonder, Michael Jackson o Ray Charles.

#### Marvin Gaye
Una de les figures clau de la música negra del segle xx va ser Marvin Pentz Gaye, Jr (Washington DC, Estats Units, 2 d'abril de 1939 - Los Angeles, Estats Units, 1 d'abril de 1984), conegut artísticament com a Marvin Gaye. Ell va ser un dels responsables de l'èxit del conegut com so Motown, un dels moviments més reeixits de la música moderna.

#### Jamie Lidderdale
Jamie Lidderdale (8 de setembre de 1973), conegut com a Jamie Lidell, és un cantant i compositor britànic considerat per molts com un geni. Va començar realitzant temes de soul en què ell mateix anava superposant capes de veus imitant el so de cada instrument. Més tard va evolucionar fins a esdevenir un músic d'avantguarda, amb la capacitat de simplificar estils com el funk o el R & B. També ha publicat discos d'IDM i electrònica experimental.

## Derivats
Des de principis de la dècada de 1970 d'ara endavant, el funk ha desenvolupat diversos subgèneres. Mentre que George Clinton i The Parliament estaven fent una variació més difícil del funk, bandes com Kool and the Gang, Ohio Players i Earth, Wind and Fire feien música funk influenciada per la música discoteca.

### Funk psicodèlic
Seguint el treball de Jimi Hendrix a la fi de la dècada de 1960, els artistes funk negres com Sly & the Family Stone van ser pioners d'un estil conegut com a funk psicodèlic en emmanllevar tècniques de la música rock psicodèlica, incloent-hi pedals wah, caixes de fuzz, càmeres de ressò i distorsionadors vocals, així com blues de rock i jazz. En els anys següents, grups com Parlament-Funkadelic de George Clinton van continuar amb aquesta sensibilitat, emprant sintetitzadors i guitarres orientades al rock.

### Rock Funk
El rock funk fusiona elements de música funk i rock. La primera encarnació va ser escoltada a la fi dels anys 60 fins a mitjans dels 70 per músics com Jimi Hendrix, Frank Zappa, Steely Dan, Herbie Hancock, Return to Forever, Gary Wright, David Bowie, Betty Davis, Mother's Finest i Funkadelic en els seus primers discs.
Molts instruments poden ser incorporats al funk rock, però el so total és definit per un baix definitiu o cop de bateria i guitarres elèctriques. Els ritmes de baix i bateria estan influenciats per la música funk però amb més intensitat, mentre que la guitarra pot estar influenciada pel funk o el rock, generalment amb distorsió. Prince, Jesse Johnson, Red Hot Chili Peppers i Fishbone són artistes importants del funk rock.

### Avant-funk
El terme avantguardista s'ha utilitzat per descriure actes que combinaven el funk amb les preocupacions del rock artístic. Simon Frith va descriure l'estil com una aplicació progressiva de la mentalitat a un ritme més melòdic i harmònic. Simon Reynolds caracteritzava a l'avantguarda-funk com una espècie de psicodèlia en la qual l'oblit no havia d'aconseguir-se elevant-se per sobre del cos, sinó per la immersió en el físic, la pèrdua d'un mateix per l'animalisme.
Entre els actors del gènere figuren la banda alemanya de krautrock Ca, els artistes nord-americans de funk Sly Stone i George Clinton, i una onada d'artistes britànics i nord-americans de principis dels anys vuitanta (inclosos Public Image Ltd, Talking Heads, the Pop Group, Cabaret Voltaire, D. A. F., A Certain Ràtio i 23 Skidoo) que van adoptar estils musicals de dansa negra com el disc i el funk. Els artistes de la Nova York de finals dels anys setanta, van explorar també l'avantguarda-funk, influenciada per figures com Ornette Coleman. Reynolds va assenyalar la preocupació d'aquests artistes per temes com l'alienació, la repressió i la tecnocràcia de la modernitat occidental.

### Go-go
El Go-go es va originar a l'àrea de Washington DC així com a altres punts de l'Atlàntic Mitjà dels Estats Units. Inspirat per cantants com Chuck Brown, és una mescla de funk, ritme i blues, i hip-hop primerenc, amb un enfocament en instruments de percussió lo-fi i tocant en persona en lloc de pistes de ball. Com a tal, és principalment una música ballable amb una èmfasi en l'anomenada resposta de l'audiència en viu. Els ritmes go-go també s'incorporen a la percussió de carrer.

### Bugui-bugui
El bugui-bugui (o electro-funk) és una música electrònica influenciada principalment pel funk i la post-disco. L'enfocament minimalista del bugui-bugui, consistent en sintetitzadors i teclats, va ajudar a establir la música electrònica i la música house. El bugui-bugui, a diferència de l'electrònica, emfatitza les tècniques del baix elèctric, però també els sintetitzadors de greus. Els artistes són Vicky D, Komiko, Peech Boys, Kashif i més tard Evelyn King.

### Electro funk
L'electro funk és un híbrid de música electrònica i funk. Essencialment segueix la mateixa forma que el funk, i conserva les característiques del funk, però es fa enterament (o parcialment) amb un ús d'instruments electrònics com el TR-808. Els vocoders o talkboxes van ser comunament implementats per transformar les veus. La banda pionera Zapp usava comunament aquest tipus d'instruments en la seva música. Altres artistes inclouen a Herbie Hancock, Afrika Bambaataa, Egyptian Lover, Vaughan Mason & Crew, Midnight Star i Cybotron.

### Funk metal
El Funk metal (de vegades tipogràficament diferent, com metal-funk) és un gènere de fusió de la música que va sorgir en els anys vuitanta, com a part del moviment alternatiu del metal. Típicament incorpora elements de funk i heavy metal (sovint thrash metal), i en alguns casos altres estils, com el punk i la música experimental. Presenta riffs de guitarra de heavy metal, els ritmes de baix característics del funk, i de vegades rimes hip-hop en un enfocament alternatiu de rock per a la composició de cançons. A la fi de la dècada de 1980 i principis de la de 1990, l'estil va ser més freqüent a Califòrnia i particularment a Los Angeles i Sant Francisco.

### G-funk
El G-funk és un gènere de música de fusió que combina rap gangsta i funk. Es considera generalment haver estat inventat pels rapers de la costa oest i fet famós per Dr. Dre.
Incorpora sintetitzadors multicapes i melòdics, grooves hipnòtics lents, un baix profund, veus femenines de fons, i un extens mostreig de melodies P-Funk. A diferència d'altres tipus de rap anteriors que també utilitzaven mostres de funk (com EPMD i The Bomb Squad), el G-funk sovint utilitzava menys mostres inalterades per cançó.

### Timba funk
La timba és una forma de música popular cubana de ball funky. En 1990, diverses bandes cubanes havien incorporat elements de funk i hip hop en els seus arranjaments, i van ampliar la instrumentació del conjunt tradicional amb bateria americana, saxofons i un format de dos teclats. Les bandes de timba com La Charanga Habanera o Bamboleo sovint tenen banyes o altres instruments que toquen parts curtes de melodies d'Earth, Wind and Fire, Kool and the Gang o altres bandes de funk nord-americanes.

### Funk Jam
El Funk jam és un gènere de fusió musical que va sorgir en la dècada de 1990. Típicament incorpora elements de funk i sovint guitarra exploratòria, juntament amb extenses improvisacions creuades d'altres gèneres; sovint incloent elements de jazz, ambient, electrònica, americana i hip-hop amb lletres improvisades. Phish, Soul Rebels Brass Band, Galactic, i Soulive són tots exemples de bandes de funk que toquen funk jam.